# 121P/Shoemaker-Holt
121P/Shoemaker-Holt, también conocido como Shoemaker-Holt 2, es un cometa periódico en nuestro Sistema Solar.